# Evangelischer Friedhof (Twistringen)

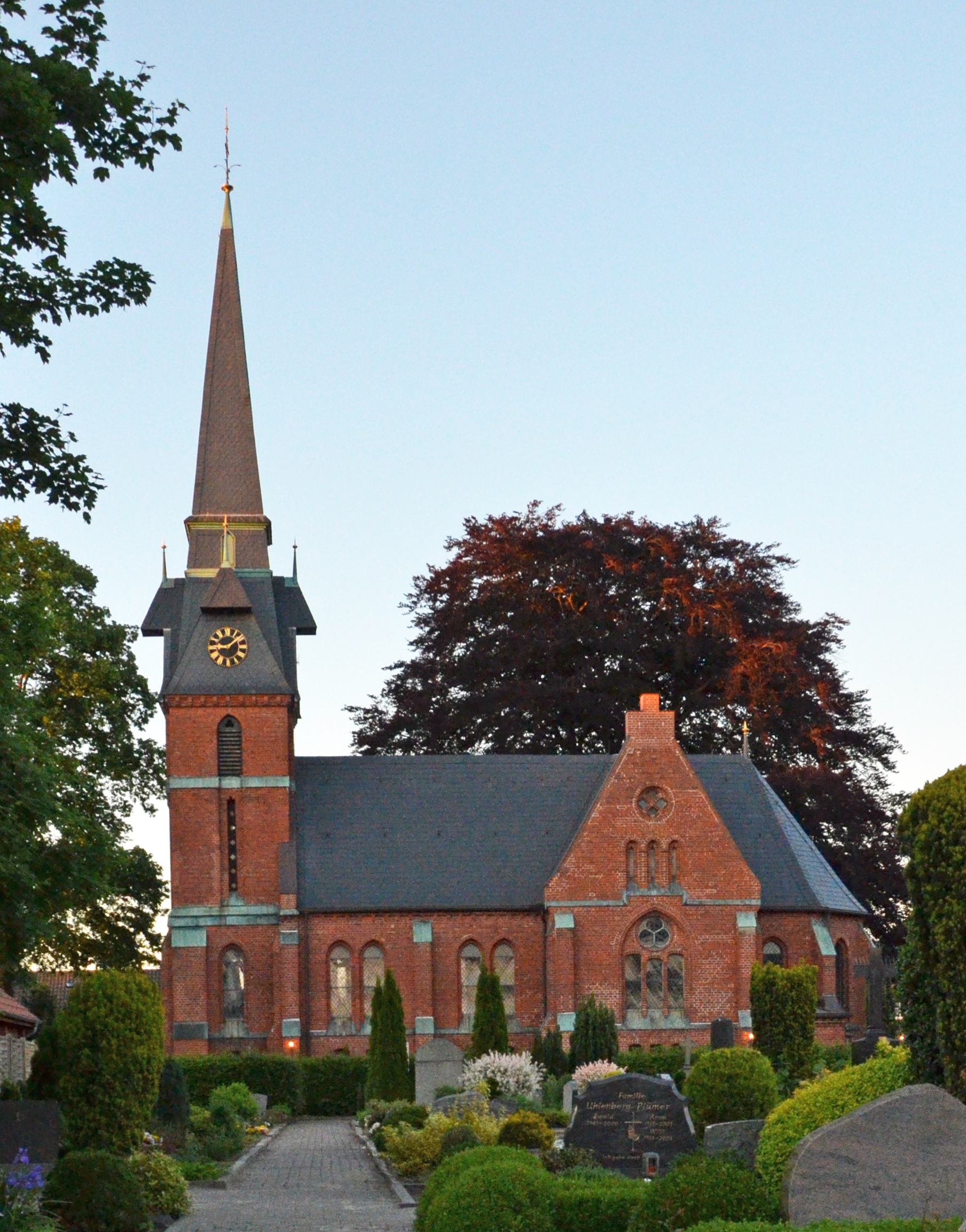
Der Friedhof an der evangelischen Martin-Luther-Kirche

Der evangelische Friedhof Twistringen ist ein Friedhof in der Stadt Twistringen im niedersächsischen Landkreis Diepholz. Der Begräbnisplatz für die Verstorbenen aus der evangelischen Martin-Luther-Kirchengemeinde Twistringen liegt in der Kernstadt Twistringen östlich der B 51 an der Kampstraße unweit südwestlich der Martin-Luther-Kirche. Er ist ca. 110 m lang und 100 m breit.

## Besonderheiten
In einer Grabreihe auf Höhe des Parkplatzes Kampstraße ruhen insgesamt 13 deutsche Verstorbene. Als Todesdatum ist für die meisten von ihnen der 15. August 1944 angegeben – vermutlich wurden sie Opfer eines Luftangriffes.